# Palazzo Graneri della Roccia
Il Palazzo Graneri della Roccia è un palazzo seicentesco di Torino.
Fu commissionato da Marc'Antonio Graneri d'Entremont, abate ed Elemosiniere di Corte presso la Casa Reale.

## Storia
Ideato dall'architetto Giovanni Francesco Baroncelli nel 1680, il progetto dell'edificio fu l'esito vincente di un concorso di idee a cui parteciparono i maggiori architetti del tempo. L'esperienza del Baroncelli maturata al fianco di Guarino Guarini per il cantiere del vicino Palazzo Carignano lo rese piuttosto noto e capace di affrontare una sfida così ambiziosa. 
L'edificio nel corso dei secoli fu proprietà della famiglia Graneri d'Entremont e in seguito del ramo Graneri della Roccia e, durante l'occupazione francese del periodo napoleonico, divenne sede dell'Amministrazione Generale del Dipartimento del Piemonte, nonché del Governo Militare dell'Armée d'Italie.  
Con la restaurazione l'edificio tornò all'uso civile ma nel 1858, su raccomandazione di Camillo Benso di Cavour, gran parte del suo piano nobile fu eletto a ospitare il Circolo degli Artisti di Torino, fondato dal conte Luigi Rocca nel 1847 e che nel 1858 vide come presidente onorario in perpetuo l'illustre Massimo Tapparelli d'Azeglio. Ospitando il Circolo degli Artisti l'edificio divenne rapidamente un importante punto di riferimento per la vita culturale e mondana torinese. Numerose le rappresentazioni letterali, teatrali e musicali messe in scena fin dagli anni sessanta dell'Ottocento nel salone d'onore. Negli stessi anni venne fondata anche l'imponente biblioteca che, con i suoi 11.000 volumi comprende anche testi del Circolo degli Artisti e dell'Associazione Agraria Piemontese, fondata nel 1843 da Camillo Benso di Cavour. 
Il bombardamento dell'8 dicembre 1942 causò numerosi danni agli edifici di via Po e quelli compresi nell'isolato fra le vie Bogino, Principe Amedeo e San Francesco da Paola. Palazzo Graneri della Roccia fu colpito da alcuni spezzoni incendiari, che tuttavia recarono danni contenuti e limitati al crollo di alcuni soffitti e soprattutto alla distruzione di un edificio postumo destinato ad autorimessa nel cortile. 
Nel 1945 i danni risultavano già ripristinati e l'edificio tornò a essere sede del Circolo degli Artisti e del Circolo dei Lettori.
Attualmente l'edificio ospita ancora il Circolo dei Lettori e fino al 2018 ha ospitato il Circolo degli Artisti, che tuttavia conserva ancora l'archivio e l'imponente biblioteca presso il piano nobile del palazzo.

## Descrizione
Il committente richiese un edificio da reddito ma anche di rappresentanza per sé e per la propria famiglia, tuttavia il lotto di terreno su cui sorse non consentì di esprimere più di tanto i connotati di un palazzo nobiliare. Seppur caratterizzato dalla sua facciata esterna imponente e solenne, l'architetto trovò maggior libertà d'espressione all'interno dell'edificio, dove un arioso atrio monumentale e svariati ordini di archi si affacciano su una corte quadrangolare pavimentata a ciottolato. L'edificio è quindi collegato a due ali laterali minori collegate da due scale monumentali a base quadrata.